# 哈里·考恩
哈里·考恩（Harry Cohn；1891年7月23日—1958年2月27日）是哥倫比亞影業的創始人之一，曾擔任該公司總裁和制作总监，在世時是美國電影業最有權勢的人之一。

## 生平
他出生於紐約市的一個猶太裔勞工家庭，他的父親約瑟夫·考恩是一名德國裁縫，母親貝拉·約瑟夫來自俄羅斯帝國的柵欄區。哈里·考恩曾當過有軌電車售票員，也曾担任一家樂譜印刷廠的推銷員。他後來在哥哥傑克·考恩工作的环球影业找到一份工作，由此進入電影業。1919年，他和哥哥及乔·布兰特（Joe Brandt）成立了CBC電影銷售公司（CBC Film Sales Corporation），1924年改名哥倫比亞影業。

## 私生活
考恩曾多次潛規則女演員。丽塔·海华斯曾在自傳中說她曾拒絕和考恩上床，因此激怒考恩。不過由於海華斯名聲很大，考恩並沒有辭掉她。此外，琼·克劳馥也曾遭他騷擾。

## 外部連接
- 哈里·考恩在互联网电影资料库（IMDb）上的資料（英文）
- 在Find a Grave上的哈里·考恩